# 路易氏始葉蟎
路易氏始葉蟎（学名：Eotetranychus lewisi）为葉蟎科始葉螨屬下的一个种。